# P.Y.T. (Pretty Young Thing)
P.Y.T. (Pretty Young Thing) er en sang fra Michael Jacksons album Thriller, hvorpå den er den næstsidste. Sangen er tre minutter og otteoghalvtreds sekunder lang.
"P.Y.T. (Pretty Young Thing)" er desuden blevet indspillet i forbindelse med den amerikanske TV-serie Glee, hvor den fremføres af figuren "Artie", samtidigt med, at figuren "Mike" danser til. Sangen forekommer i season 2, episode 12; "Silly Love Songs".
Janet og La Toya Jackson, to af Michaels søstre, synger med på den som de "Pretty young things" 
| Musik | Spire Denne musikartikel er en spire som bør udbygges. Du er velkommen til at hjælpe Wikipedia ved at udvide den. |